# Quadra
Quadra este un oraș în São Paulo (SP), Brazilia.